# Primula muscarioides
Primula muscarioides är en viveväxtart som beskrevs av William Botting Hemsley. Primula muscarioides ingår i släktet vivor, och familjen viveväxter. Inga underarter finns listade i Catalogue of Life.